# Ally Klein

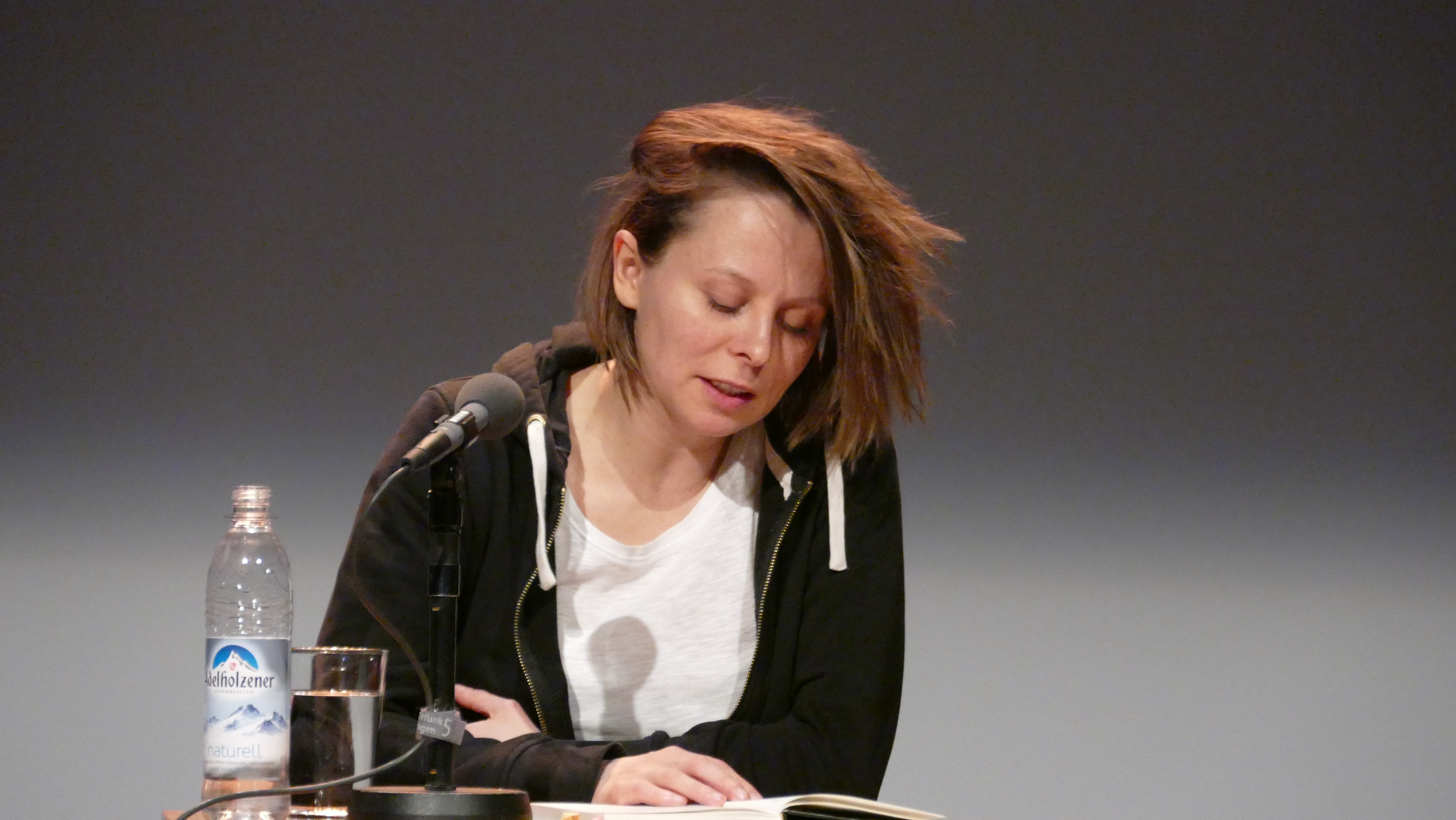
Ally Klein bei den Wortspielen 2019 in München

Ally Klein (* 1984) ist eine deutsche Schriftstellerin.

## Leben
Ally Klein studierte Philosophie und Literatur. Beim Ingeborg-Bachmann-Preis 2018 las sie auf Einladung von Michael Wiederstein. Nach der Veröffentlichung ihres Debütromans 2018 erschien 2021 ihr zweiter Roman Der Wal. Klein lebt in Berlin.

## Bücher
- Carter. Roman. Literaturverlag Droschl, Graz 2018, ISBN 978-3-990590-17-1.[6][7][8]
- Der Wal. Roman. Literaturverlag Droschl, Graz 2021, ISBN 978-3-990590-74-4.[9][10][11][12]